# Moritz Kasimir IV. zu Bentheim-Tecklenburg
Moritz Casimir Georg Ludwig Friedrich Karl, 2. Fürst zu Bentheim-Tecklenburg (* 4. März 1795 in Rheda; † 5. Dezember 1872 ebenda) war ein westfälischer Standesherr aus dem Hause Bentheim-Tecklenburg und zweiter Fürst der Herrschaft Rheda und der Herrschaft Limburg.

## Familie
Moritz Casimir zu Bentheim-Tecklenburg war der älteste Sohn des regierenden Fürsten Emil Friedrich I. zu Bentheim-Tecklenburg (1765–1837) und dessen Ehefrau Luise, Gräfin von Sayn-Wittgenstein-Hohenstein (1768–1828), Tochter des Grafen Johann Ludwig zu Sayn-Wittgenstein-Hohenstein (1740–1797) und der Friederike Louise Charlotte (geb. Gräfin von Pückler-Limpurg).
Bentheim-Tecklenburg heiratete 1828 Gräfin Agnes zu Sayn-Wittgenstein-Hohenstein (1804–1866). Die Ehe blieb kinderlos. Erbe wurde sein jüngerer Bruder Franz (1800–1885).

## Leben
Nach dem Tod seines Vaters 1837 wurde Moritz Casimir zu Bentheim-Tecklenburg Erbe der Standesherrschaften Rheda und Limburg und übernahm den erblichen Rang eines Fürsten.
1834 kaufte er zusammen mit seinem Schwager, dem Landrat des Bochumer Kreises Graf Gotthard Carl Ludwig von der Recke-Volmerstein die Herrschaft Frauendorf im damaligen Kreis Weststernberg (heute Powiat Słubicki in der Woiwodschaft Lebus, Polen) für 290.000 Taler.
1837 bis 1861 war er als Standesherr Mitglied im Provinziallandtag der Provinz Westfalen. 1847 war er mit Sitz auf der Herrenkurie Mitglied des Vereinigten Landtags (auf dem Zweiten Vereinigten Landtag 1848 ließ er sich durch Herren von Hövel vertreten).
1854 nahm er den erblichen Sitz der Familie im preußischen Herrenhaus ein, den er bis zu seinem Tod 1872 behielt.